# 이와사키 요헤이
이와사키 요헤이(일본어: 岩﨑 陽平, 1987년 3월 24일 ~ )는 일본의 축구 선수이다.

## 구단 경력
과거 알비렉스 니가타, FC 기후에서 활동하였다.